# Гимназия № 4 (Саратов)
Гимназия № 4 имени Героя Советского Союза В. М. Безбокова — общеобразовательное учреждение города Саратова, открытое в 1992 году. Здание гимназии является памятником градостроительства и архитектуры регионального значения.

## История
В 1912—1914 годах на улице Вознесенской в Саратове было построено народное училище под руководством архитектора Василия Люкшина. 

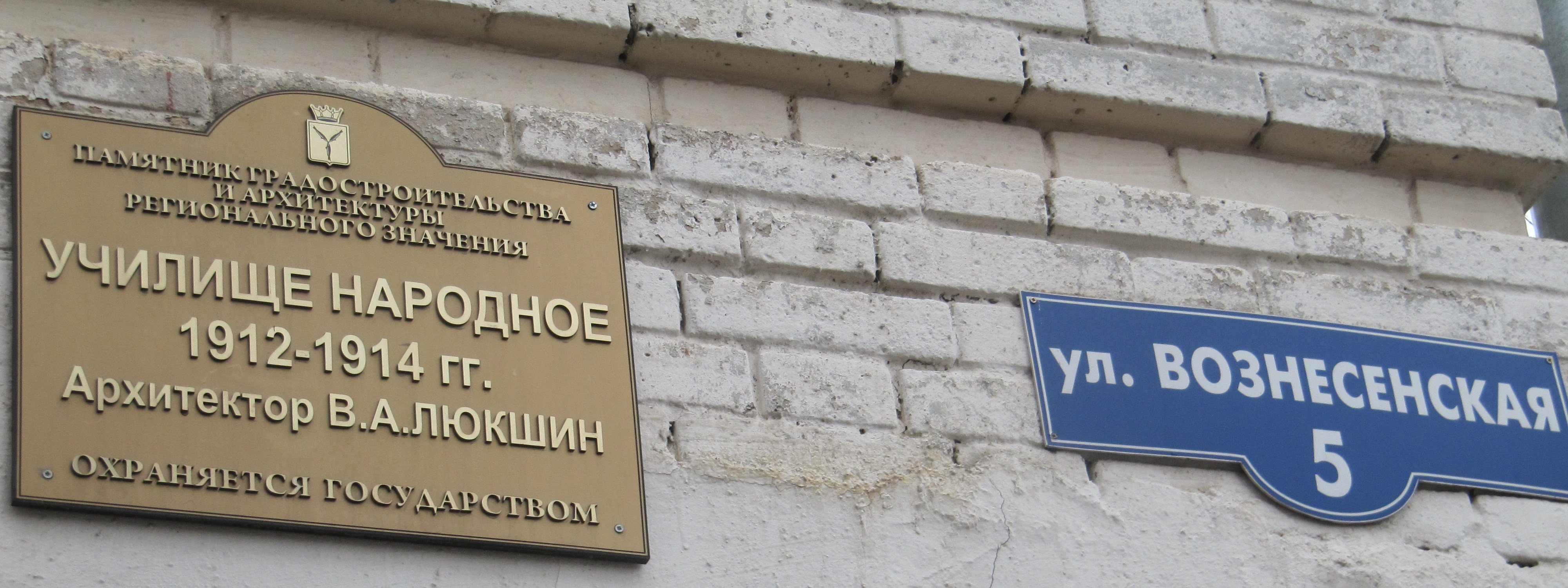
Табличка на здании гимназии

После 1917 года в здании располагалась художественная школа. С конца 1920-х годов в нём размещалась 18-я школа, затем переименованная в школу № 20. Во время Великой Отечественной войны в ней сформировали эвакогоспиталь № 1676.
1 сентября 1992 года по распоряжению местных властей на базе средней школы № 20 была открыта гимназия № 4. Фактически школа разделилась колледж прикладных наук, разместившийся в доме № 39 по улице Комсомольской, и гимназию, оставшуюся в историческом здании. В середине 1990-х годов в гимназии образовался зал боевой славы.
В 2021 году по инициативе саратовских отделений Российской ассоциации героев и «Боевого братства» гимназии № 4 было присвоено имя Владимира Безбокова, который окончил школу, располагавшуюся в её здании, участвовал в Великой Отечественной войне в качестве лётчика дальней авиации и удостоился звания Героя Советского Союза. С сентября 2021 года у входа в гимназию установлена мемориальная доска Безбокову.

## Образовательный процесс
По состоянию на 31 декабря 2021 года число учащихся в гимназии — 1151 человек. С 5 класса проводится углублённое изучение предметов: английского языка или математики. Профильное обучение осуществляется по технологическому, социально-экономическому, естественно-научному, гуманитарному направлениям. В школе действуют 34 кружка и спортивные секции.
Гимназия № 4 сотрудничает со второй школой иностранных языков города Тайюань (Китай).

## Руководство
Директор гимназии № 4 — Анна Жаковна Ершова. Органами управления являются наблюдательный совет, общее собрание работников, педагогический совет и управляющий совет. Присутствуют совет обучающихся и совет родителей (законных представителей).

## Достижения
По итогам ЕГЭ 2010 года гимназия № 4 оказалась в числе лучших школ Саратова. По среднему баллу по математике она заняла восьмое место, по русскому языку — девятое. В 2013 году «РИА Новости» составило всероссийский рейтинг школ повышенного уровня, в котором гимназия № 4 заняла 76-е место из 940. В 2021 и 2022 годах рейтинговое агентство RAEX причисляло гимназию к 10 лучшим школам Саратовской области по доле выпускников, поступивших в ведущие вузы России.